# Рунгинское сельское поселение
Рунгинское се́льское поселе́ние — муниципальное образование в Буинском районе Татарстана Российской Федерации.
Административный центр — село Рунга.

## История
Статус и границы сельского поселения установлены Законом Республики Татарстан от 31 января 2005 года № 17-ЗРТ «Об установлении границ территорий и статусе муниципального образования "Буинский муниципальный район" и муниципальных образований в его составе».

## Население
| 2010  | 2011  | 2012  | 2013  | 2014  | 2015  | 2016  |
| ----- | ----- | ----- | ----- | ----- | ----- | ----- |
| 1376  | ↘1369 | ↘1363 | ↘1348 | ↘1326 | ↗1329 | ↘1320 |
| 2017  | 2018  |       |       |       |       |       |
| ↘1294 | ↘1269 |       |       |       |       |       |

## Состав сельского поселения
| № | Населённый пункт | Тип населённого пункта       | Население |
| - | ---------------- | ---------------------------- | --------- |
| 1 | Рунга            | село, административный центр |           |
| 2 | Чураково         | деревня                      |           |